# Gilera
Gilera è stata una casa motociclistica italiana fondata da Giuseppe Gellera nel 1909. Acquisita nel 1969 dal gruppo Piaggio, con la chiusura del polo produttivo di Arcore - avvenuta nel 1993 - ed il trasferimento presso lo stabilimento Piaggio di Pontedera, è progressivamente divenuta un reparto, e poi un marchio del gruppo, attivo con una produzione a proprio nome fino al 2020 ed oggi inutilizzato.

## Storia

primo logo della Gilera nel 1909

### 1909 - 1968. Da Milano ad Arcore
La Gilera fu fondata da Giuseppe Gellera nel 1909 che aprì prima una piccola officina in Corso XXII Marzo a Milano e successivamente nella cittadina di Arcore (la prima moto a portare questo nome fu la VT 317), in provincia di Milano, in quella che adesso è via Casati, al numero civico 17, per poi spostarsi in via Cesare Battisti 68-70, presso un'area, all'epoca incolta, dove lo stabilimento si espanse nel corso degli anni di permanenza.

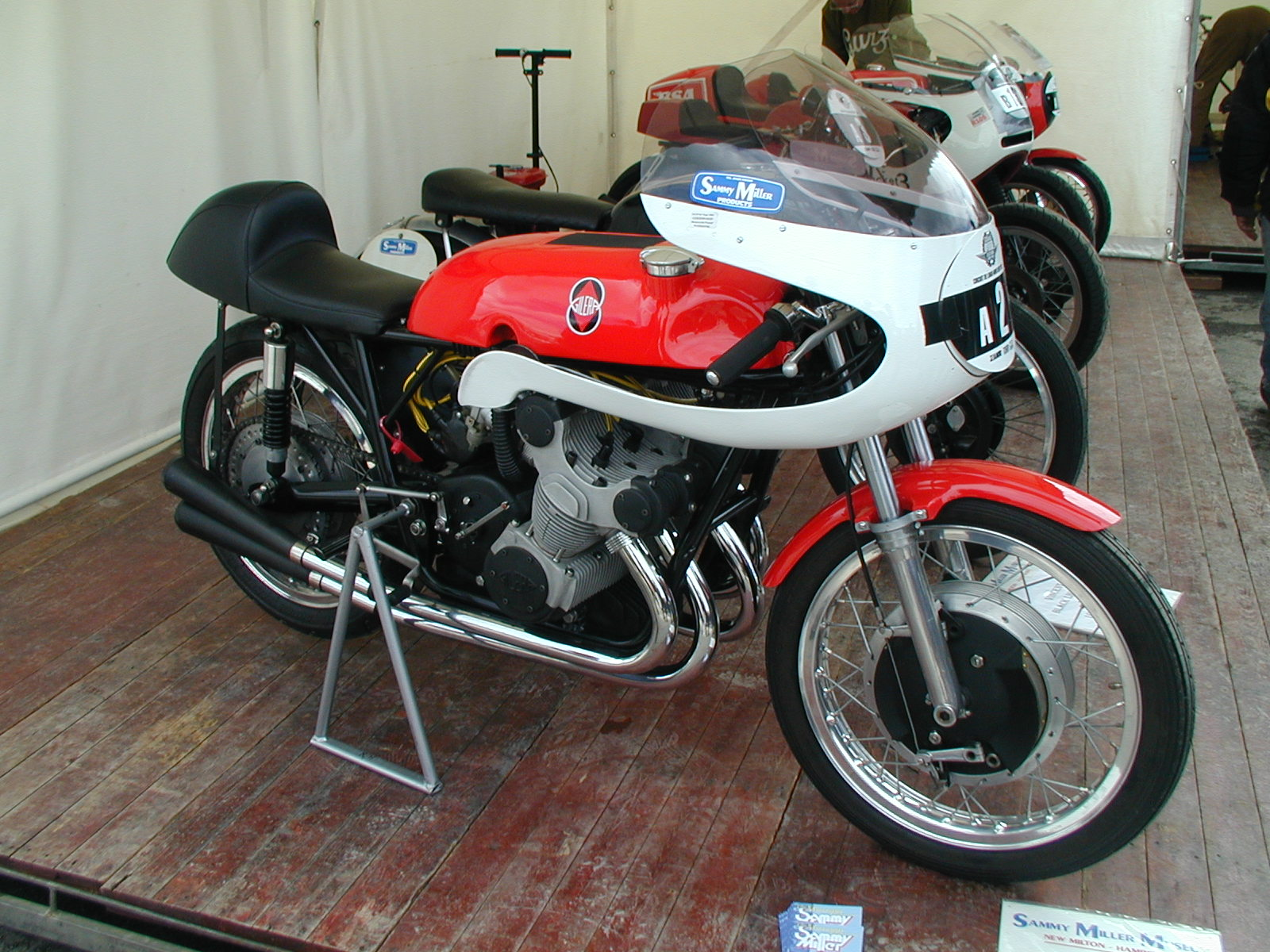
Una Gilera 500 4C del 1950

Dopo la prima guerra mondiale, nel 1918, Gilera produsse moto da 500 cm³ di cilindrata e iniziò con queste a partecipare ed a vincere nelle più prestigiose competizioni internazionali del tempo.
Questo motore aveva le valvole laterali, solo negli anni trenta la casa cominciò ad utilizzare le valvole in testa. Nacquero così la Quattro Bulloni 500 e la Otto Bulloni.

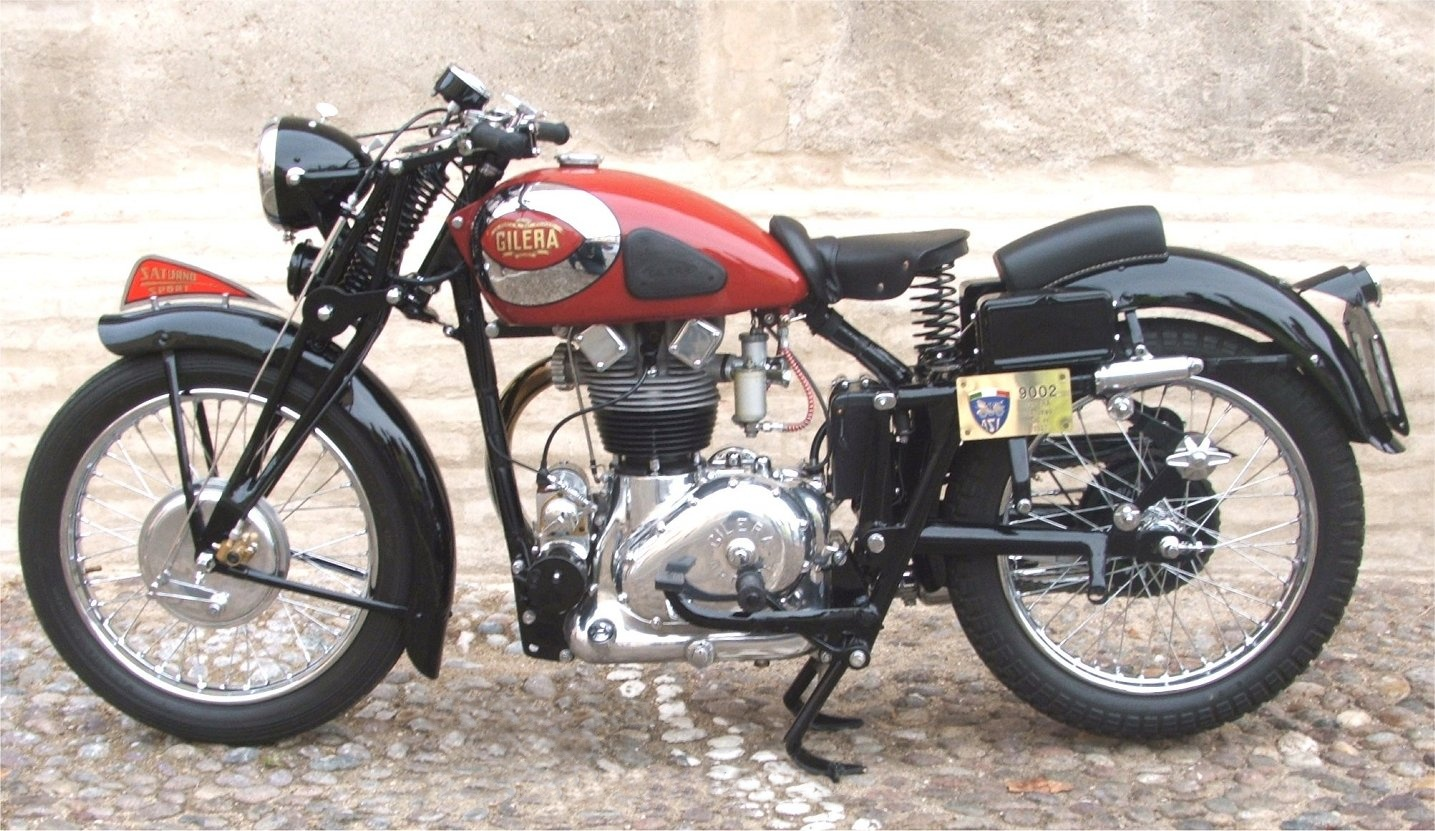
Una Gilera 500 Saturno Sport del 1947

Nel 1936, partendo da un progetto della casa romana CNA Rondine, Gilera presentò l'omonima moto dotata di un quattro cilindri in linea frontemarcia da 500 cm³ dotato di compressore che stabilì il nuovo record mondiale dell'ora (a 274,181 km/h, record stabilito nel 1937 con alla guida Piero Taruffi) e conquistò l'alloro nel Campionato Europeo del 1939 con Dorino Serafini.
Anche per Gilera, come per tutti i costruttori di moto dell'epoca, la seconda guerra mondiale interruppe ogni attività.
Nell'immediato dopoguerra (1946) l'azienda presentò un altro dei suoi modelli entrati nella storia: la Saturno 500. La gamma venne completata con diverse moto di piccola e media cilindrata (la Nettuno 250 e la 125, maggiorata successivamente a 150 e 175 cm³). Le nuove quattro cilindri 500 dominano la classe regina del Motomondiale ingaggiando duelli con Norton, Moto Guzzi e MV Agusta, e conquistando sei titoli piloti tra il 1950 e il 1957: nel 1950 e nel 1952 Umberto Masetti è campione del mondo classe 500. Nel 1953, nel 1954 e nel 1955 Geoff Duke conquista il primo dei tre titoli iridati e Gilera porta ad Arcore il titolo Costruttori classe 500cc. Nel 1957 Libero Liberati vince il titolo Piloti e Gilera quello Costruttori, per due categorie 500 cc e 350 cc.
I costi crescenti e le prime avvisaglie della crisi che di lì a pochi anni investì il comparto motociclistico, dovuto all'esplosione del mercato automobilistico, fecero sì che Gilera decidesse proprio nel 1957 il ritiro dalle competizioni, di comune accordo con Moto Guzzi e Mondial.
Degli anni sessanta vanno ricordate le varie Giubileo, Rossa, Turismo e Sport che ottennero un buon successo commerciale, insieme alle rinnovate Saturno, alla 125 Regolarità Casa ed alla 300 Bicilindrica.

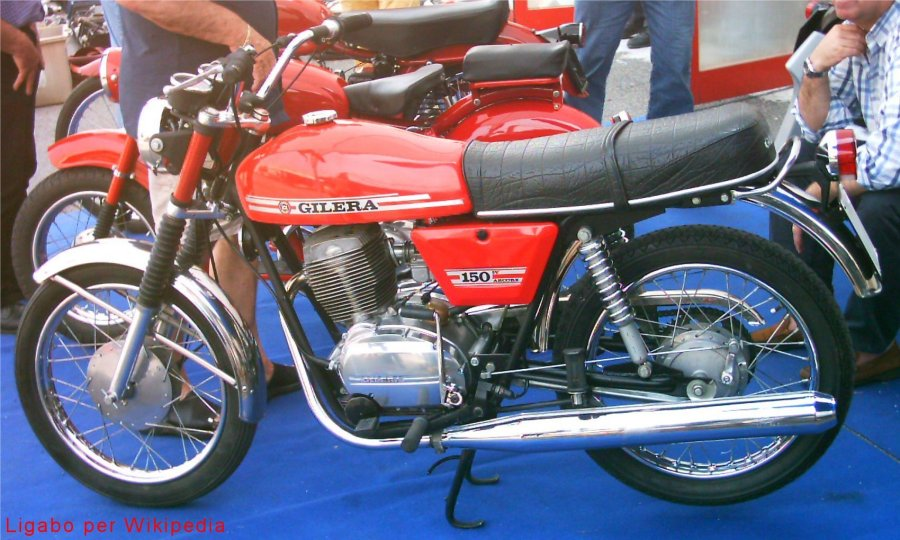
Una Gilera 5V Arcore 150 del 1973

### 1969 - 1992. Dall'acquisizione da parte di Piaggio alla chiusura dell'azienda.
Il 23 novembre 1969 Gilera venne acquisita dal Gruppo Piaggio. La nuova proprietà mantenne gli stabilimenti di Arcore, effettuando importanti investimenti su tutta la gamma, soprattutto incentrata sulle attività fuoristradistiche che avevano già dato lustro e gloria alla casa lombarda (numerose le vittorie nelle Sei Giorni Internazionale). La 125 Bicilindrica Cross ne è il più famoso esempio. Nel campo delle motociclette da strada venne presentata la 5V Arcore disponibile in due cilindrate da 125 e 150 cm³, che continuò il successo delle riuscite 124 stradali degli anni sessanta. Il trend proseguirà con la serie "TG".
Una vera e propria innovazione fu l'ingresso nel settore dei ciclomotori da fuoristrada, allora dominato da marchi come Fantic Motor, Aspes, Benelli, Milani ed altri. Col modello 50 Trial 5V, guidabile senza patente, Gilera conquistò un suo spazio di mercato nella fascia di età dai quattordici anni in su, anche grazie a numerose imprese sportive sponsorizzate dalla Casa. La più eclatante fu certamente il raid First Climbing to Kilimanjaro 5000, ovvero l'arrampicata in moto sulla montagna africana fino alla quota di 5.000 metri. La serie venne completata dal modello stradale Touring e dalle loro inusuali sorelle targate, denominate 7HP e destinate ai sedicenni in possesso di patente A. La Trial Codice fu sicuramente il modello di maggior successo, con migliaia di esemplari venduti. Nel 1974 la Trial venne affiancata dalla 50 Enduro, che non riuscì a bissarne il successo, pur richiamando nelle linee e nella veste cromatica l'ambitissima 50 6V Competizione che si impose in molte gare di regolarità nazionali.

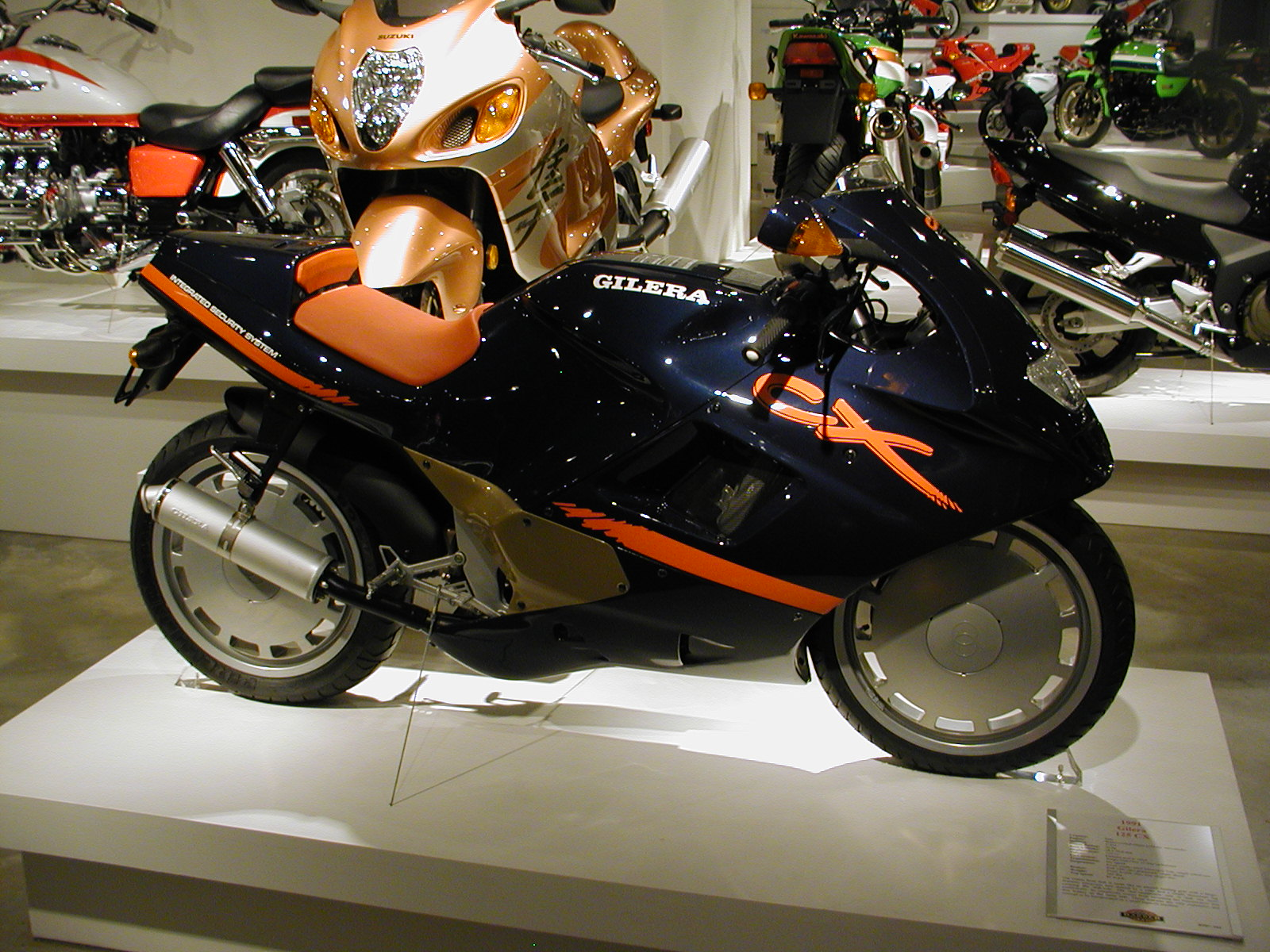
Una Gilera 125 CX del 1991

Negli anni ottanta Gilera presentò una nuova serie di motori a 4 tempi di derivazione automobilistica, i bi-4, monocilindrici e bialbero, nelle cilindrate di 350 e 500 cm³ (in seguito portato a 558 cm³). Il progetto del nuovo motore venne affidato a Cesare Bossaglia, già autore con Rudolf Hruska del "boxer" Alfasud. Bossaglia terminò il progetto alla fine del 1984, ma non ebbe il tempo di completare lo sviluppo dei prototipi, a causa di una grave malattia che lo portò alla morte nell'anno successivo. Le varianti necessarie all'entrata in produzione furono seguite dal suo amico e collaboratore Bruno Grana e dal tecnico Gilera Alessandro Colombo. Il primo modello ad essere dotato del nuovo motore fu l'enduro Dakota 350 del 1986.
Questi motori di produzione vennero utilizzati anche per le moto enduro da competizione, le RC 600 e RC 750.
Nel 1991 nacque la Nordwest, disponibile nelle cilindrate 350 e 600 cm³, moto innovativa ed antesignana delle attuali supermotard, ma che riscosse poco successo nonostante vantasse guidabilità e prestazioni interessanti, unite all'affidabilità del bi-4 Gilera.
Anche altre moto da strada subirono un notevole impulso tecnologico, e nacquero la SP02 e la CX125, dal design avveniristico e caratterizzata soprattutto per la forcella anteriore monobraccio.
Dopo un breve rientro nel motomondiale 250, Gilera chiudeva il 1993 in controtendenza con la recessione del settore. L'Italia, infatti, perdeva, in termini di immatricolazioni,  il 25.26%, con impatti devastanti soprattutto per realtà meno resilienti e più concentrate sulle cilindrate basse; la Cagiva perse il 41.79%, al pari della Yamaha (-40.35%) ma, al contrario di questa, non poteva contare su altrettanta forza economica e su altri mercati o cilindrate diverse. Gilera ottenne un +10,03%; il risultato, però, si riferiva a numeri esigui (2412 mezzi contro i 2192 del 1992) e non modificò i piani di Piaggio, che nell'ottobre - quasi in concomitanza con la manifestazione EICMA (alla Fiera di Milano, presso cui lo stand Gilera era presente) - annunciò la cessazione di ogni attività presso lo stabilimento di via Cesare Battisti ad Arcore (Milano), che fu svuotato ed abbandonato, con lo smantellamento delle catene di monataggio. Nel 1992, quindi, Gilera cessò di esistere come azienda a sé stante, e solo parte dei 369 dipendenti poterono trovare una soluzione lavorativa

### 1993 - 2020. Lo spostamento a Pontedera: Gilera da reparto all'inutilizzo del marchio
Nel 1993 l'attività di Gilera, trasformata di fatto in reparto di Piaggio, fu portata a Pontedera, presso le strutture della stessa Piaggio. A Pontedera vennero traslocati i reparti di ricerca e sviluppo, assieme a parte del magazzino, archivio e documentazione tecnica. Molti pezzi, macchinari, e documenti, ritenuti all'epoca antieconomici e non più utili nelle strategie dell'azienda, furono invece destinati al macero o all'alienazione direttamente ad Arcore.  Stessa sorte capitò alle catene di produzione -  smaltite o cedute - così che la produzione di una serie di modelli reputati a fine vita - quali il Gilera Bullit - non riprese più. Per quanto riguarda esemplari semifiniti di prodotti quali la Gilera RC 600 nelle versioni Nordwest, Cobra e R, a Pontedera si procedette al loro assemblaggio. Per questo motivo, li si possono trovare in catalogo per tutto il 1993 e fino a inizio 1994, come scorte a magazzino.
Con l'approssimarsi della cessazione della produzione, non sono stati prodotti neppure più ordinati dalla casa madre, né quindi prodotti da parte dei fornitori, ulteriori ricambi. Ignota è stata poi la sorte di gran parte della ricambistica all'epoca a magazzino, presumibilmente alienata in blocco o demolita in loco; la irreperibilità a livello centrale dei pezzi - se si esclude quelli già in possesso dei negozi sul territorio - ha abbreviato la vita di molti degli esemplari in circolazione di moto prodotte dalla Gilera fra la fine degli anni 80 e l'inizio degli anni 90.
Abbandonato quindi l'impegno nel settore dei motocicli, l'attività di ricerca e sviluppo,che per la produzione in serie avrebbe utilizzato le catene della Piaggio puntò su una gamma di scooter, compatibili con quelli prodotto già a Pontedera: il Gilera Runner (50, 125, 180 e 200 cm³, sia a 2 che a 4 tempi), che è stato, commercialmente, il modello di punta di tale periodo. L'unico modello proveniente da Arcore, ed  "esportato" a Pontedera, fu lo Eaglet 50 che, per dimensioni e tipologia, poteva essere adattato per essere costruito assieme agli altri scooter.
A cavallo con gli anni duemila, Gilera si trasformò progressivamente, da reparto interno, a marchio, del Gruppo, condividendone laboratori, personale, produzione. In questo senso, ha continuato comunque a produrre nuove idee, di discreto successo, come la DNA, una via di mezzo tra una moto tradizionale ed uno scooter. Al Salone di Milano del 2003, Gilera presentò la Ferro, dal design apprezzato ma soprattutto contraddistinta da un vero cambio automatico. Quella che doveva essere la prima “moto automatica” dell'era moderna (non la prima in assoluto, essendoci stato il precedente di buon successo della Moto Guzzi V1000 Idroconvert del 1971) rimase però solo allo stadio di prototipo, non avendo avuto poi un seguito commerciale. Sempre nel 2003 vennero immessi sul mercato due nuovi modelli da 50 cm³: la Gilera RCR da enduro e la sorella motard SMT.
Nel 2004 arrivò sul mercato un altro prodotto innovativo, uno scooter di 500 cm³ di cilindrata dal temperamento particolarmente sportivo con una sospensione posteriore regolabile, il Nexus 500, e tre anni dopo, nel settembre del 2007 viene presentato il GP800 che, in quel momento, si poteva fregiare del titolo di scooter di serie più potente mai prodotto: disponeva di 75 cv di potenza e dichiarava una velocità massima di 200 km/h, con uno scatto sullo 0–100 km/h pari a 5,6".
Nel 2008 la gamma Nexus, vede l'uscita del modello 250 cm³ e l'ingresso del nuovo Nexus 300. La Gamma, nel 2011, passò sotto il marchio Aprilia con la denominazione SR Max, mentre il GP800 venne evoluto, passando anch'esso ad essere commercializzato con il marchio Aprilia, ridenominandone, le nuover versioni, SRV 850. Il secondo decennio degli anni duemila non vide la presentazione di nuovi prodotti a marchio Gilera e, con l'uscita di listino nel 2020 dell'ultimo modello rimasto, il Runner, non aggiornato per essere omologabile secondo la nuova normativa Euro 5 (in vigore dal 2021) il nome non è più stato impiegato per il mercato europeo, pur essendo regolarmente registrato.

## Lo stabilimento di Arcore
Lo stabilimento di Arcore, progressivamente si era espanso - negli anni - verso sud, in un perimetro racchiuso - idealmente - da via Giuseppe Cappellotto, via Polini, per concludersi, a sud-est, con via Nazario Sauro, dove era presente il circuito di prova dei motocicli. Dopo la chiusura, gli spazi sono stati frazionati e ceduti a diverse attività. Da via Cesare Battisti - ingresso storico dell'azienda - si accede all'area industriale, i cui capannoni sono ancora esistenti. L'area di prova è invece stata quasi completamente edificata; solo la parte nord è rimasta inedificata, e costituisce l'area frontale a dei capannoni. Qua, la conformazione tormentata di via Sauro è legata all'originaria curva nord del tracciato.

## Il marchio Gilera
Il marchio Gilera ed i relativi loghi, tuttora registrati, sono di proprietà del gruppo Piaggio e oggi inutilizzati. In Argentina il marchio viene concesso su licenza per la commercializzazioni di motocicli e ciclomotori cinesi e indiani.

## La gamma (2020)
- Runner